# Phellodendron sachalinense
Phellodendron sachalinense là một loài thực vật có hoa trong họ Cửu lý hương (Rutaceae). Loài này được Carl Friedrich (Fedor Bogdanovich) Schmidt miêu tả khoa học đầu tiên năm 1868 như một thứ của loài Phellodendron amurense dưới danh pháp Phellodendron amurense var. sachalinense. Năm 1905 Charles Sprague Sargent nâng cấp lên thành loài.

## Phân bố
Như tên gọi khoa học của nó gợi ý, loài này sinh sống trên đảo Sakhalin và miền bắc Nhật Bản.